# コジモ・ダミアーノ・ランツァ
コジモ・ダミアーノ・ランツァ（Cosimo Damiano Lanza, 1962年4月12日 - ）はイタリアの現代音楽の作曲家、ピアニスト、チェンバロ奏者。

## 略歴
彼はタラントで生まれた。彼は地元の音楽院で学び、ピアノ、ヨルグDemusの検討を行った。
彼は1995年以来、彼の母校のピアノ科の教授ヘッドとなった、1982年から母校で教鞭を執る。また、あなたがアメリカのソルトレイクシティのブリガムヤング大学。
現代音楽の熱心な支持者でもあり、ルチアーノ・ベリオやジョン・ケージ、カールハインツ・シュトックハウゼン。自らも数々のピアノ曲を作曲している。主要な録音の一つに、フレデリック・ショパン、ロベルト・シューマン、ジョン・ケージがある。

## 主要作品
ピアノのための6つの前奏曲は、内に保持 フィレンツェ国立中央図書館